# Archiearis vidua
Archiearis vidua är en fjärilsart som beskrevs av Fabricius 1775. Archiearis vidua ingår i släktet Archiearis och familjen mätare. Inga underarter finns listade i Catalogue of Life.